# Ланча Призма
Ланча Призма е италиански седан произвеждан от компанията Ланча в периода 1982—1989 г.

## История
Моделът (Тип 831) е използвал платформа на ФИАТ Регата. На тази база са моделите Ланча Делта и ФИАТ Ритмо. Моделът е проектиран да бъде малка лимузина и да затвърди позициите на Ланча в Европа. Моделът е произвеждан в завода в Кивиасо. Дизайнът е дело на Джорджето Джуджаро. Произведен е специален модел на модела за един от наследниците на ФИАТ - Джани Анели.

## Техническа характеристика
- Дължина:4184
- Ширина:1620
- Височина:1385
- Двигател:4 цилиндров, от 77 до 115 конски сили
- Тегло:950 – 1050 килограма
- предно задвижване, задвижване на четирите колела

## Произведени
През годините от модела са произведени 386 697 единици.